# گموش بلاغ
گموش بلاغ، روستایی سرسبز و خوش اب و هوا با زمین های حاصلخیز و جنگل و درختان زیاد و سرسبز از توابع بخش صالح‌آباد شهرستان بهار در استان همدان ایران است که هرساله در سیزدهم فروردین یا سیزده به در گردش گران زیادی را از سراسر همدان و استان های دیگر را به خود جذب می کند این روستا دارای مردم مهربان و مهمان نواز است که باعث جذب بیشتر گردشگران می شود این روستا یکی از روستاهای قدیمی با قدمت بالای600سال از توابع بخش صالح اباد است ولی امروزه به دلیل ساخت وسازها ونوسازی روستا خانه های قدیمی وبا قدمت بالا خیلی کم پیدامی شوند.

## جمعیت
این روستا در دهستان صالح‌آباد قرار دارد و براساس سرشماری مرکز آمار ایران در سال ۱۳۹۵، جمعیت آن ۲۲۳ نفر (۷۲ خانوار) بوده‌است.